# NGC 5759
NGC 5759 is een onregelmatig sterrenstelsel in het sterrenbeeld Ossenhoeder. Het hemelobject werd op 7 juni 1880 ontdekt door de Franse astronoom Édouard Jean-Marie Stephan.

## Synoniemen
- UGC 9525
- MCG 2-38-12
- ZWG 76.44
- ARAK 460
- IRAS 14448+1339
- PGC 52797